# Othmar Filliger
Othmar Filliger (* 1. März 1965; heimatberechtigt in Ennetmoos) ist ein Schweizer Politiker (Die Mitte, vormals CVP). 

## Leben
Filliger ist promovierter Ökonom (Dr. rer. pol.). Er wurde 2014 in den Regierungsrat des Kantons Nidwalden gewählt. Dort ist er Volkswirtschaftsdirektor und stellvertretender Finanzdirektor.
Filliger ist verheiratet, hat drei Kinder und wohnt in Stans.